# 廷科區
廷科區（西班牙語：Distrito de Tinco），是秘魯的一個區，位於該國北部安卡什大區的卡爾瓦斯省，始建於1941年9月30日，面積15.44平方公里，海拔高度2,588米，2005年人口3,145，人口密度為每平方公里200人。